# مشعلية عصوية
مشعلية عصوية (الاسم العلمي:Aethionema virgatum) هي نوع من النباتات تتبع جنس المشعلية من الفصيلة الصليبية.